# Кордовська синагога
Кордовська синагога (ісп. Sinagoga de Córdoba) — це історична споруда у Єврейському кварталі Кордови, Іспанія, збудована 1315 року. Як частина історичного центру Кордови включена до Світової спадщини ЮНЕСКО. Зараз використовується як музей.

## Опис
Синагога була збудована у стилі мудехар під керівництвом Ісхака Мохеба 1315 року (5075 за єврейським календарем), про що свідчить вибитий напис приблизно такого змісту:
Невелике святилище та притулок Свідоцтва, яке закінчив Ісхак Мохеб, син пана Ефрейна Вадова у сімдесят п'ятому році. Дай Боже повернутись та поспішити відновити Єрусалим!
Вона складається з двору, вхід на який з вулиці; зали-вітальні та молитовної кімнати. На східній стороні зали є сходи, якими піднімаються на жіночу галерею. З галереї через три декоративні арки відкривається вид на молитовну кімнату, розмір якої складає 6,95×6,37 м.
Після вигнання євреїв з Іспанії у 1492 р., будівлю використовували з різною метою, включно з лікарнею сказу, каплицею чоботарів та дитсадком. У 1885 році її оголосили національною пам'яткою Іспанії. З того часу було проведено декілька циклів реставрації, у тому числі наймасштабніші — реставрація 1929 року під керівництвом Фелікса Ернандеса та реставрація 1977—1985 рр., після якої будівля була знову відкрита до 850-ї річниці народження Маймоніда.

## Галерея

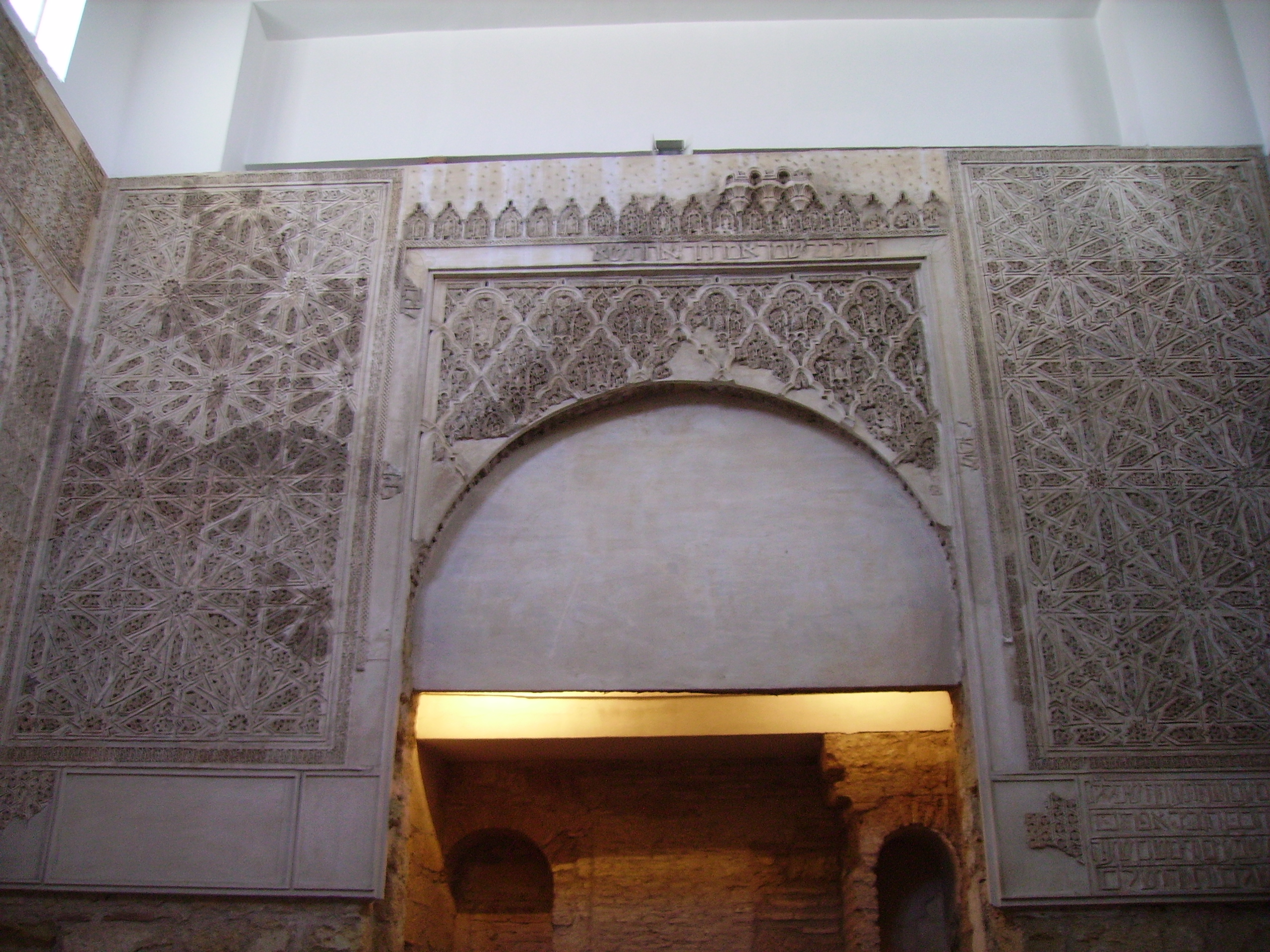
Східна стіна.
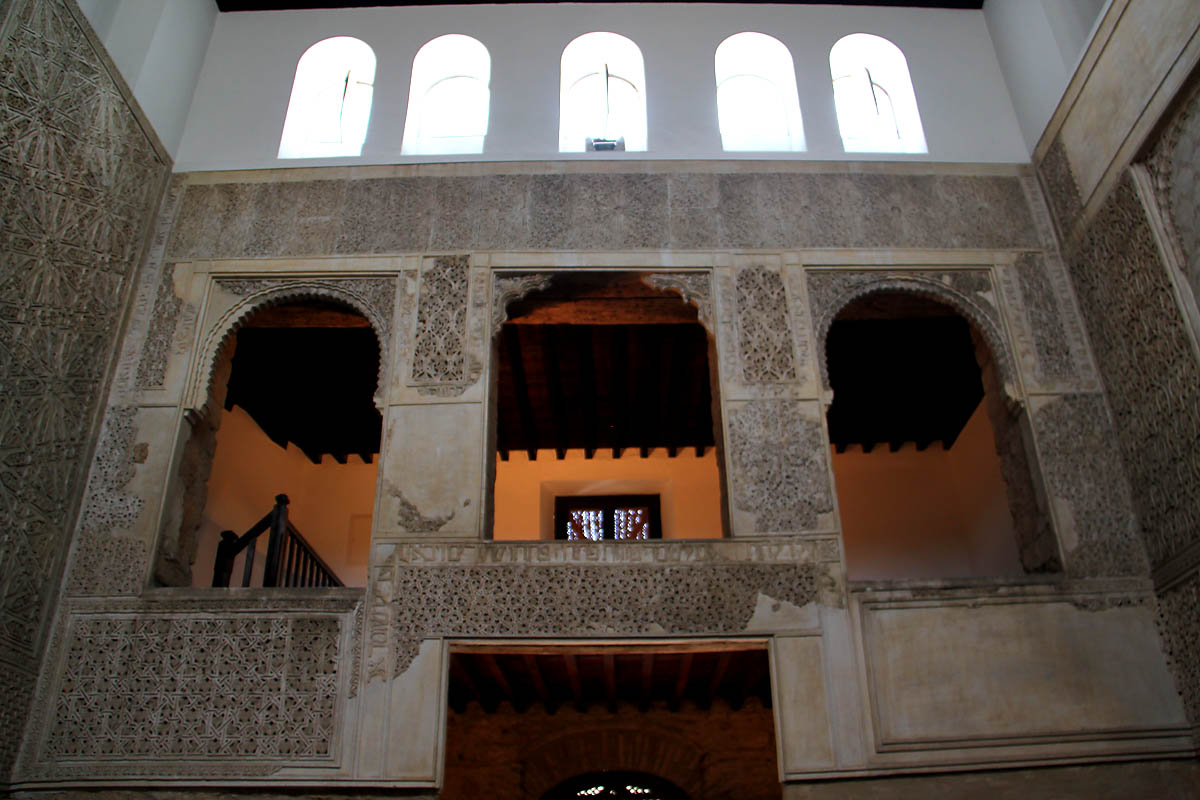
Південна стіна.
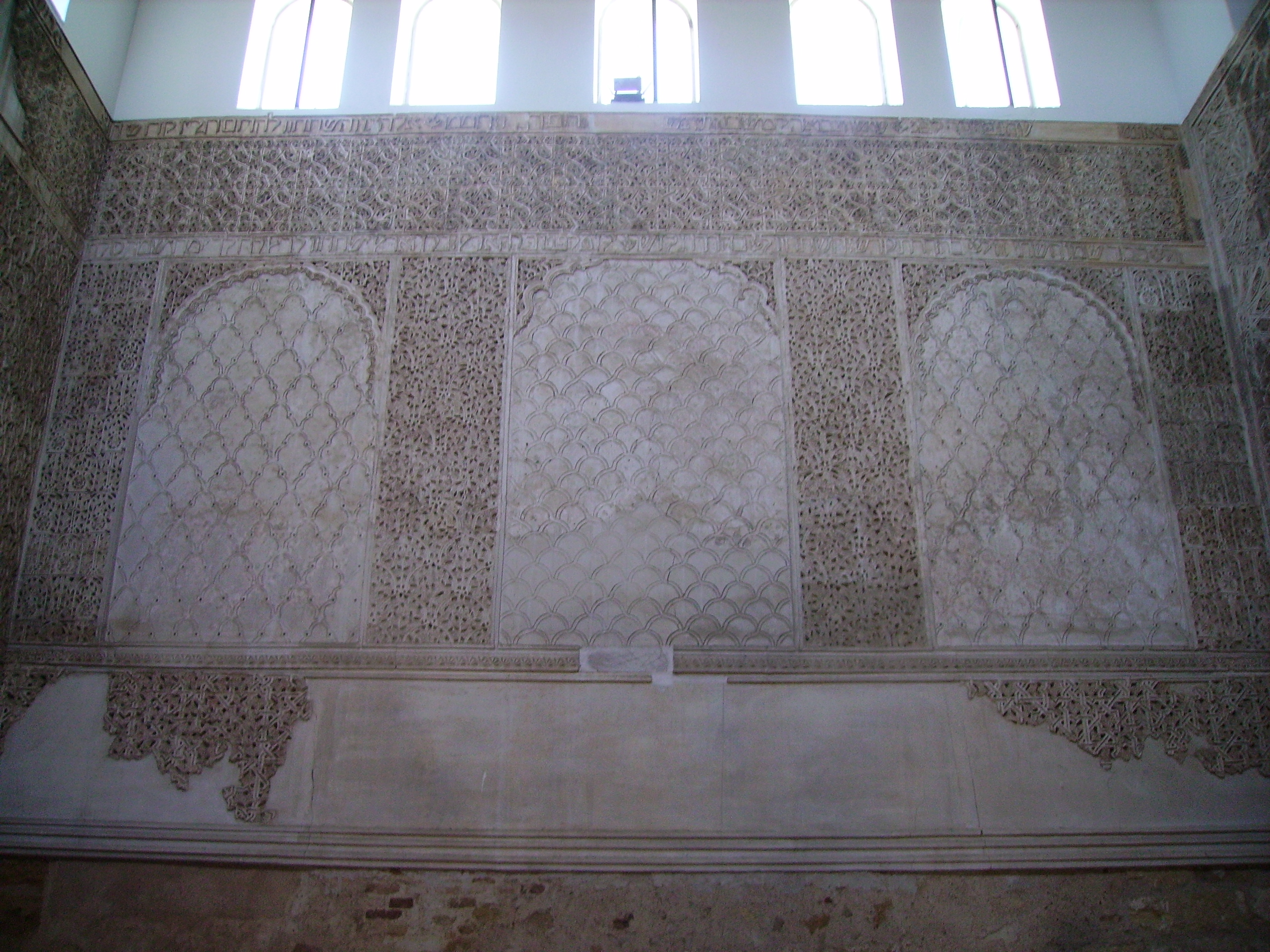
Північна стіна.
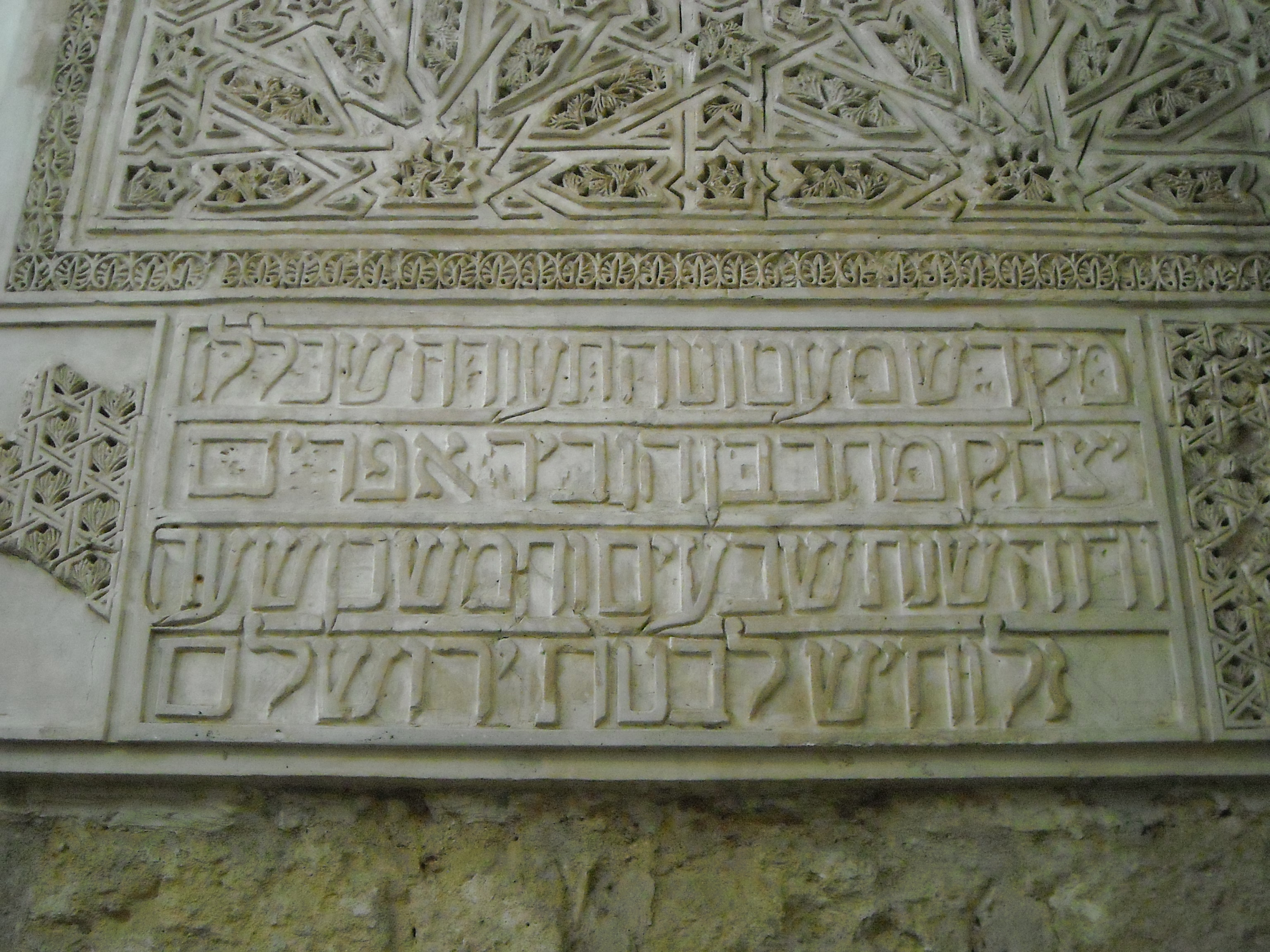
Напис на східній стіні
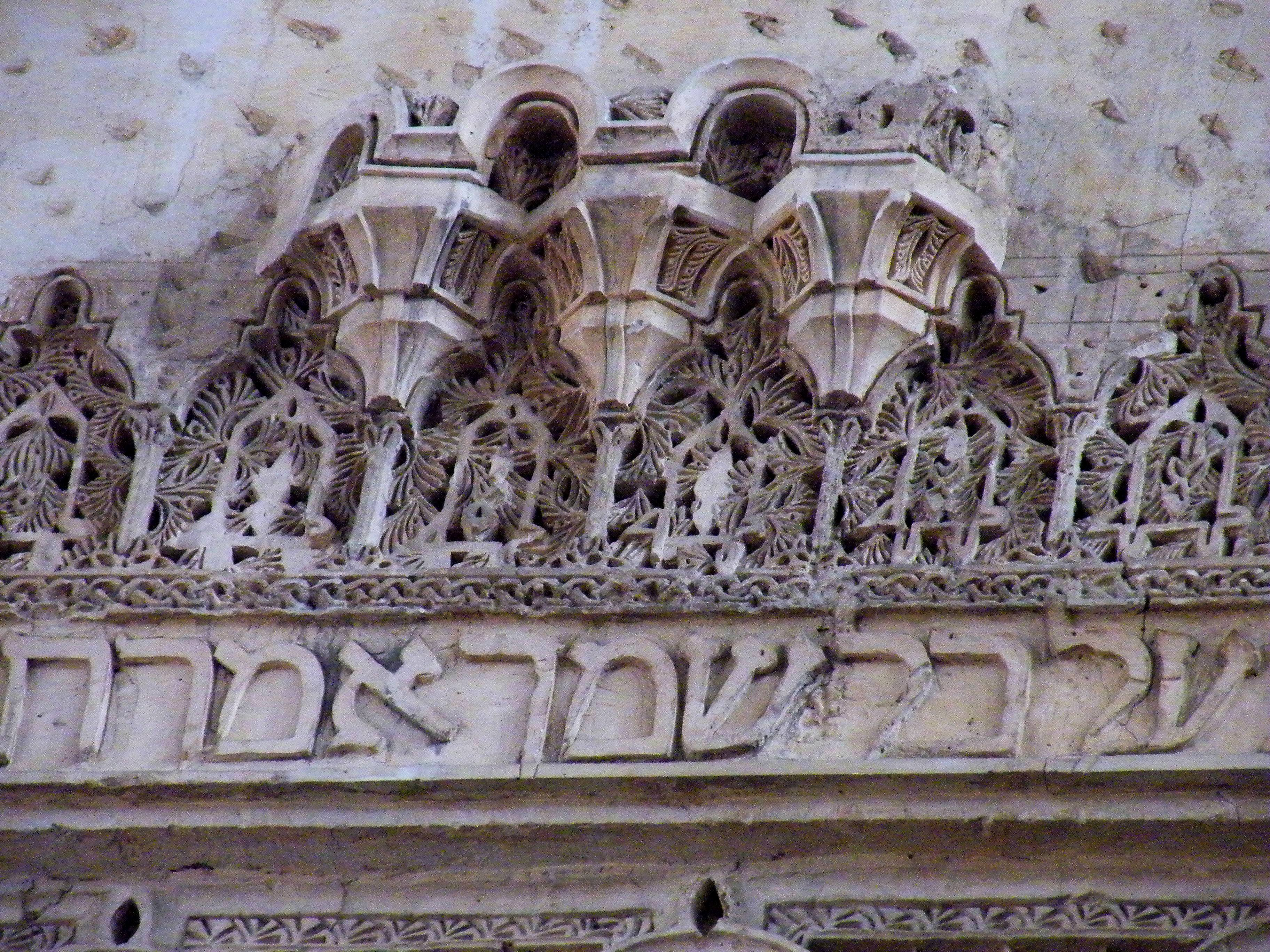
Напис на східній стіні